# Gerstaeckerella irrorata
Gerstaeckerella irrorata là một loài côn trùng trong họ Mantispidae thuộc bộ Neuroptera. Loài này được Erichson miêu tả năm 1839.